# Mach die Musik leiser
Mach die Musik leiser è un film televisivo del 1994 diretto da Thomas Arslan.

## Trama
David è un ragazzo che vive alla periferia di Essen con la madre single e che non vede l'ora che finisca la scuola per iniziare una nuova fase della vita.